# دايفيد بال
دايفيد بال (بالمجرية: Pál Dávid)‏ هو لاعب كرة قدم مجري، ولد في 23 سبتمبر 1993 في ناجيكانيزسا في المجر. شارك مع منتخب المجر تحت 19 سنة لكرة القدم. أما مع النوادي، فقد لعب مع زالايغيرزيغي تورنا إغيليت ونادي فاساس.